# Mordella apicetestacea
Mordella apicetestacea es una especie de coleóptero de la familia Mordellidae.

## Distribución geográfica
Habita en Madagascar.